# Dinastia Jamine
Dinastia Jamine foi uma dinastia de origem zulu fundada pelo general Soshangane, um dos colaboradores mais próximos de Shaka Zulu. A dinastia nasceu do turbilhão social e político do Mfecane, no primeiro quartel do século XIX, e compreendeu quatro reis do Império de Gaza, no território que hoje é Moçambique:
- Soshangane, depois chamado Manicusse (± 1820 - 1858)
- Maouéué ou Mawewe (1858 - 1861)
- Muzila, que também teve os nomes de Chibakuza e N'yamande (1861 - 1884)
- Mundagaz ou Ngungunhane, o Gungunhana (1884 - 1895).
- Godide, não chegou a reinar, acompanhando seu pai Ngungunhane no exílio.